# 约翰·威廉·阿什
约翰·威廉·阿什（英語：John William Ashe，1954年8月20日—2016年6月22日），安提瓜和巴布达政治人物，曾任联合国大会主席、安提瓜和巴布达驻美国大使。

## 生平
2015年，阿什因涉嫌任职联合国大会主席期间，接受澳门商人吴立胜贿赂而遭到起诉。
2016年6月22日，死于因仰臥推举的杠铃砸到颈部而引发的创伤性窒息。

## 荣誉
- 圣米迦勒及圣乔治同袍勋章（英国，2007年颁发[3])